# Alkaptonurija
Alkaptonuríja (tudi homogentizinuríja ali bolezen črnega urina) je redka dedna presnovna motnja v presnovi fenilalanina in tirozina, ki se deduje avtosomno recesivno. Nastane zaradi napake na encimu homogentizat 1,2-dioksigenaza, ki sodeluje pri razgradnji tirozina. Posledica tega je, da se homogentizinska kislina, toksični stranski produkt razgradnje tirozina, kopiči v krvi in se v velikih količinah izloča z urinom, ki zaradi tega močno potemni.
Presežki homogentizinske kisline povzročijo poškodbe na hrustancu (ohronoza, ki vodi do osteoartritisa) in srčnih zaklopkah, kopičijo pa se tudi v ledvicah kot ledvični kamni. Bolezen je pogostejša na Slovaškem in v Dominikanski republiki.

## Patofiziologija
Homogentizinska kislina je naravni intermediat v presnovi tirozina. Jetrni encim homogentizat 1,2-dioksigenaza, katerega zapis nosi gen HGD, katalizira pretvorbo kisline v 4-maleilacetoacetat. Bolezen se izrazi pri ljudeh, ki imajo okvarjena oba alela za encim. Odkrite so bile različne mutacije gena HGD, ki privedejo do bolezni.
Pri nekaterih bolnikih, katerim je bila opravljena presaditev jeter zaradi drugih težav, je prišlo do hkratnega izboljšanja bolezni, težave v sklepih pa so v glavnem prenehale, kar potrjuje, da so jetra glavni vir proizvodnje homogentizinske kisline pri bolezni.

## Epidemiologija
Pogostost bolezni oz. incidenca je v povprečju en primer na 100.000 do 250.000 ljudi, pogostejša je le na Slovaškem in v Dominikanski republiki. Na Slovaškem je incidenca en primer na 19.000 ljudi, za Dominikansko republiko pa podatki niso znani.

## Klinični simptomi in znaki
Alkaptonurija je pogosto asimptomatska, vendar je lahko beločnica (sklera) očesa obarvana temno, kar se sicer navadno pojavi v poznejših letih, poleg tega pa je lahko tudi koža obarvana temnejše na področjih, izpostavljenih sončni svetlobi, ter okoli znojnic, znoj pa je lahko obarvan rjavo. Urin na zraku postane po daljšem času temen. Ledvični kamni in kamni v prostati so pogosti in se pojavijo pri približno četrtini primerov.
Glavni simptomi alkaptonurije nastanejo zaradi kopičenja homogentizinske kisline v tkivih. V sklepih vodi to do poškodbe hrustanca, še posebej v hrbtenici, kar povzroča bolečine v spodnjem delu hrbta že v mlajših letih pri večini primerov, pa tudi v bokih in ramenih. Pogosto je v mlajših letih potreben operacijski poseg za nadomestitev hrustanca.
Pri srčnih zaklopkah se pojavijo predvsem kalcifikacije in regurgitacije, še posebej na aortni in mitralni zaklopki, v hujših primerih je potrebno vstaviti umetno zaklopko. Koronarna srčna bolezen je lahko pospešena pri alkaptonuriji.
Značilen znak alkaptonurije je tudi ušesno maslo, ki na zraku postane rdeče ali črno (odvisno od prehrane) po nekaj urah zaradi nakopičene homogentizinske kisline.

## Diagnostika in zdravljenje
Alkaptonurijo se laboratorijsko diagnosticira s pomočjo papirne kromatografije in tankoplastne kromatografije, kot vzorec pa lahko služi tako kri kot tudi urin. Pri zdravem človeku je homogentizinska kislina popolnoma odsotna v krvi in urinu, pri bolniku pa je nivo kisline v krvi povprečno okoli 6,6 μg/ml, v urinu pa okoli 3,12 mmol/mmol kreatinina.
Nobena metoda zdravljenja se do zdaj ni nedvoumno izkazala, da bi zmanjšala zaplet bolezni. Navadno se bolnikom sicer predpiše dieto brez fenilalanina in tirozina in z veliko količino vitamina C. Tovrstna dieta je lahko učinkovita pri otrocih, pri odraslih pa se ni izkazala za posebej učinkovito.
Trenutno potekajo raziskave glede terapevtske uporabe insekticida nitisinona, ki inhibira encim 4-hidroksifenilpiruvat dioksigenazo, ki katalizira nastajanje homogentizinske kisline iz 4-hidroksifenilpiruvične kisline. To sicer zmanjša nastajanje problematične kisline, vendar so se pri uporabi pokazali določeni stranski učinki, kot je iritacija roženice.

## Zgodovina
Alkaptonurija je bila ena od štirih bolezni, ki jih je opisal sir Archibald Edward Garrod kot posledico kopičenja intermediatov zaradi presnovnih motenj. Leta 1902 je povezal kopičenje alkaptanov z ohronozo, njegova mnenja glede bolezni, vključno z načinom dedovanja, pa so bila predstavljena leta 1908 na Kraljevem kolidžu za zdravnike. Bolezen je bila opisana kot posledica okvare encima leta 1958, genetska osnova pa je bila predstavljena leta 1996.
Študija iz leta 1977 je pokazala, da je ohronoza, odkrita na eni od egiptovskih mumij, verjetno povezana z alkaptonurijo.